# Орден Святого Георгія (Російська Федерація)
Це стаття про державну нагороду Російської Федерації. Про орден Російської імперії див.: Орден Святого Георгія.
Орден Святого Георгія (рос. орден Святого Георгия) — державна нагорода Російської Федерації.
Слід пам'ятати, що орденська стрічка в чорно-жовту або чорно-помаранчеву смужку в наш час стала символом російської ідеологічної та військової агресії, і тому георгіївська (гвардійська) стрічка заборонена в Україні, а її носіння вважається адміністративним порушенням.

## Історія нагороди
- Указом Президії Верховної Ради Російської Федерації № 2424-I від 2 березня 1992 року «Про державні нагороди Російської Федерації»[2] було постановлено відновити російський військовий орден Святого Георгія та відзнаку «Георгіївський Хрест»; доручено Комісії з державних нагород при Президентові Російської Федерації розробити статути нагород. Указ був затверджений 20 березня 1992 року Постановою Верховної Ради Російської Федерації № 2557-I.[3]
- 8 серпня 2000 року указом Президента Російської Федерації В. В. Путіна «Про затвердження Статуту ордена Святого Георгія, Положення про відзнаку — Георгієвський Хрест та їх описів» були затверджені відповідні положення.[4]
- Указом Президента Російської Федерації від 7 вересня 2010 року № 1099 «Про заходи щодо вдосконалення державної нагородної системи Російської Федерації»[5] затверджені нині діючі статут та опис ордену.

## Статут ордена
1. Орденом Святого Георгія нагороджуються військовослужбовці з числа вищого та старшого офіцерського складу за проведення бойових операцій по захисту Батьківщини при нападі зовнішнього противника, що завершилися повним розгромом ворога, а також за проведення бойових і інших операцій на території інших держав при підтримці або відновленні міжнародного миру і безпеки, стали зразком військового мистецтва, подвиги яких служать прикладом доблесті та відваги і які нагороджені державними нагородами Російської Федерації за відмінності, виявлені у бойових діях.
Орденом Святого Георгія IV ступеня можуть бути нагороджені також і молодші офіцери, що проявили в ході бойових дій по захисту Вітчизни особисту відвагу, мужність і хоробрість, а також високу військову майстерність, що забезпечили перемогу в бою.
2. Орден Святого Георгія має чотири ступені: I, II, III та IV. Вищим ступенем ордена Святого Георгія є I ступінь.
3. Орден Святого Георгія I і II ступеня має знак і зірку, III і IV ступеня — тільки знак.
4. Нагородження орденом Святого Георгія проводиться тільки послідовно, від нижчого ступеня до вищого.
5. Знак ордена Святого Георгія I ступеня носиться на плечовій стрічці, яка проходить через праве плече.
Зірка ордена Святого Георгія I і II ступеня носиться на лівій стороні грудей і розташовується нижче орденів, що носяться на колодці, під зіркою ордена Святого апостола Андрія Первозванного.
Знак ордена Святого Георгія II і III ступеня носиться на шийній стрічці вище ордена «За заслуги перед Вітчизною».
Знак ордена Святого Георгія IV ступеня носиться на колодці на лівій стороні грудей і розташовується перед іншими орденами і медалями.
Нагороджені носять знаки всіх ступенів ордена Святого Георгія. При цьому нагороджені орденом Святого Георгія I ступеня зірку ордена Святого Георгія II ступеня не носять.
При носінні знака ордена Святого Георгія I ступеня на плечовій стрічці знак ордена Святого апостола Андрія Первозванного носиться на орденському ланцюзі.
6. Для особливих випадків і можливого повсякденного носіння передбачено носіння мініатюрної копії знака ордена Святого Георгія IV ступеня. При носінні мініатюрної копії знака ордена Святого Георгія IV ступеня вона розташовується перед іншими мініатюрними копіями орденів і медалей. При наявності у нагородженого декількох ступенів ордена Святого Георгія допускається носіння мініатюрної копії знака ордена Святого Георгія IV ступеня разом зі знаками ордена Святого Георгія старших ступенів. При цьому знак ордена Святого Георгія IV ступеня не носиться.
7. При носінні на форменому одязі стрічок ордена Святого Георгія на планках вони розташовуються вище інших орденських стрічок за черговістю зменшення ступеня ордена, після стрічки ордена Святого апостола Андрія Первозванного.
8. Прізвища нагороджених орденом Святого Георгія заносяться для увічнення на мармурові дошки в Георгіївському залі Великого Кремлівського палацу у Москві.

## Знаки ордена
Орден Святого Георгія I і II ступеня має знак і зірку, III і IV ступеня — тільки знак.
| I ступеня | II ступеня | III ступеня | IV ступеня |
| --------- | ---------- | ----------- | ---------- |
|           |            |             |            |
|           |            |             |            |